# كوديركوس نوميستيس
كوديركوس نوميستيس (بالإنجليزية: Kudirkos Naumiestis) هي منطقة سكنية تقع في ليتوانيا في Šakiai district municipality. يقدر عدد سكانها بـ 1,911 نسمة .

## أعلام
- ماكس باند